# Armando Broja
Armando Broja (* 10. září 2001 Slough) je albánský profesionální fotbalista, který hraje na pozici útočníka za anglický klub Burnley FC a za albánský národní tým.

## Klubová kariéra
Broja začínal v anglickém klubu Burnham Junior FC, odkud se v roce 2007 přesunul do akademie londýnského Tottenhamu Hotspur. Ve věku osmi let se dostal do akademie Chelsea.

### Chelsea
Broja podepsal svou první profesionální smlouvu 26. února 2020. 8. března si odbyl svůj debut v dresu Chelsea, a to při výhře 4:0 nad Evertonem, když v 86. minutě vystřídal Oliviera Girouda.
Dne 18. července 2021 podepsal Broja nový pětiletý kontrakt.

#### Vitesse (hostování)
Dne 21. srpna 2020 odešel Broja na roční hostování do nizozemského Vitesse. 19. září vstřelil svůj první gól v kariéře, a to do sítě Sparty Rotterdam při výhře 2:0. Broja vstřelil v sezóně 10 ligových branek a byl nejlepším střelcem svého klubu v Eredivisie.

#### Southampton (hostování)
Dne 10. srpna 2021 odešel Broja na další roční hostování, tentokráte do Southamptonu. Debutoval 25. srpna a vstřelil hned dvě branky v zápase EFL Cupu proti Newportu County. 16. října vstřelil Broja svůj první gól v Premier League, když vstřelil jediný gól zápasu proti Leedsu United; stal se tak prvním Albáncem, který se prosadil v anglické nejvyšší soutěži.

## Reprezentační kariéra
Broja měl možnost reprezentovat Albánii prostřednictvím svých albánských rodičů.
Svoji první reprezentační pozvánku do albánského národního týmu Broja dostal v květnu 2019.
Svůj reprezentační debut si odbyl 7. září 2020 při prohře 1:0 proti Litvě. 5. září 2021 vstřelil Broja svůj první reprezentační gól, a to v zápase kvalifikace na Mistrovství světa proti Maďarsku.

## Statistiky

### Klubové
K 9. únoru 2022
| Klub                | Sezóna  | Liga           | Liga | Liga  | Národní pohár | Národní pohár | Ligový pohár | Ligový pohár | Evropské poháry | Evropské poháry | Celkem | Celkem |
| Klub                | Sezóna  | Division       | Apps | Goals | Apps          | Goals         | Apps         | Goals        | Apps            | Goals           | Apps   | Goals  |
| ------------------- | ------- | -------------- | ---- | ----- | ------------- | ------------- | ------------ | ------------ | --------------- | --------------- | ------ | ------ |
| Chelsea             | 2019/20 | Premier League | 1    | 0     | 0             | 0             | 0            | 0            | 0               | 0               | 1      | 0      |
| Vitesse (host.)     | 2020/21 | Eredivisie     | 30   | 10    | 4             | 1             | —            | —            | —               | —               | 34     | 11     |
| Southampton (host.) | 2021/22 | Premier League | 19   | 6     | 2             | 0             | 2            | 2            | —               | —               | 23     | 8      |
| Celkem              | Celkem  | Celkem         | 50   | 16    | 6             | 1             | 2            | 2            | 0               | 0               | 58     | 19     |

### Reprezentační
K 12. říjnu 2021
| Albánie | Albánie | Albánie |
| Year    | Apps    | Goals   |
| ------- | ------- | ------- |
| 2020    | 3       | 0       |
| 2021    | 7       | 3       |
| Celkem  | 10      | 3       |

#### Reprezentační góly
Skóre a výsledky Albánie jsou vždy zapisovány jako první
| Gól | Datum            | Místo                            | Soupeř     | Skóre | Výsledek | Soutěž                                |
| --- | ---------------- | -------------------------------- | ---------- | ----- | -------- | ------------------------------------- |
| 1.  | 5. září 2021     | Elbasan Arena, Elbasan, Albánie  | Maďarsko   | 1:0   | 1:0      | Kvalifikace na Mistrovství světa 2022 |
| 2.  | 8 September 2021 | Elbasan Arena, Elbasan, Albánie  | San Marino | 3:0   | 5:0      | Kvalifikace na Mistrovství světa 2022 |
| 3.  | 9 October 2021   | Puskás Aréna, Budapešť, Maďarsko | Maďarsko   | 1:0   | 1:0      | Kvalifikace na Mistrovství světa 2022 |